# يوزيف تاكاس (سياسي)
يوزيف تاكاس (بالمجرية: Takács József)‏ هو سياسي مجري، ولد في 14 مارس 1884 في المجر، وتوفي في 2 فبراير 1961 في بودابست في المجر. حزبياً، نشط في Social Democratic Party of Hungary ‏.